# Asatsu-DK

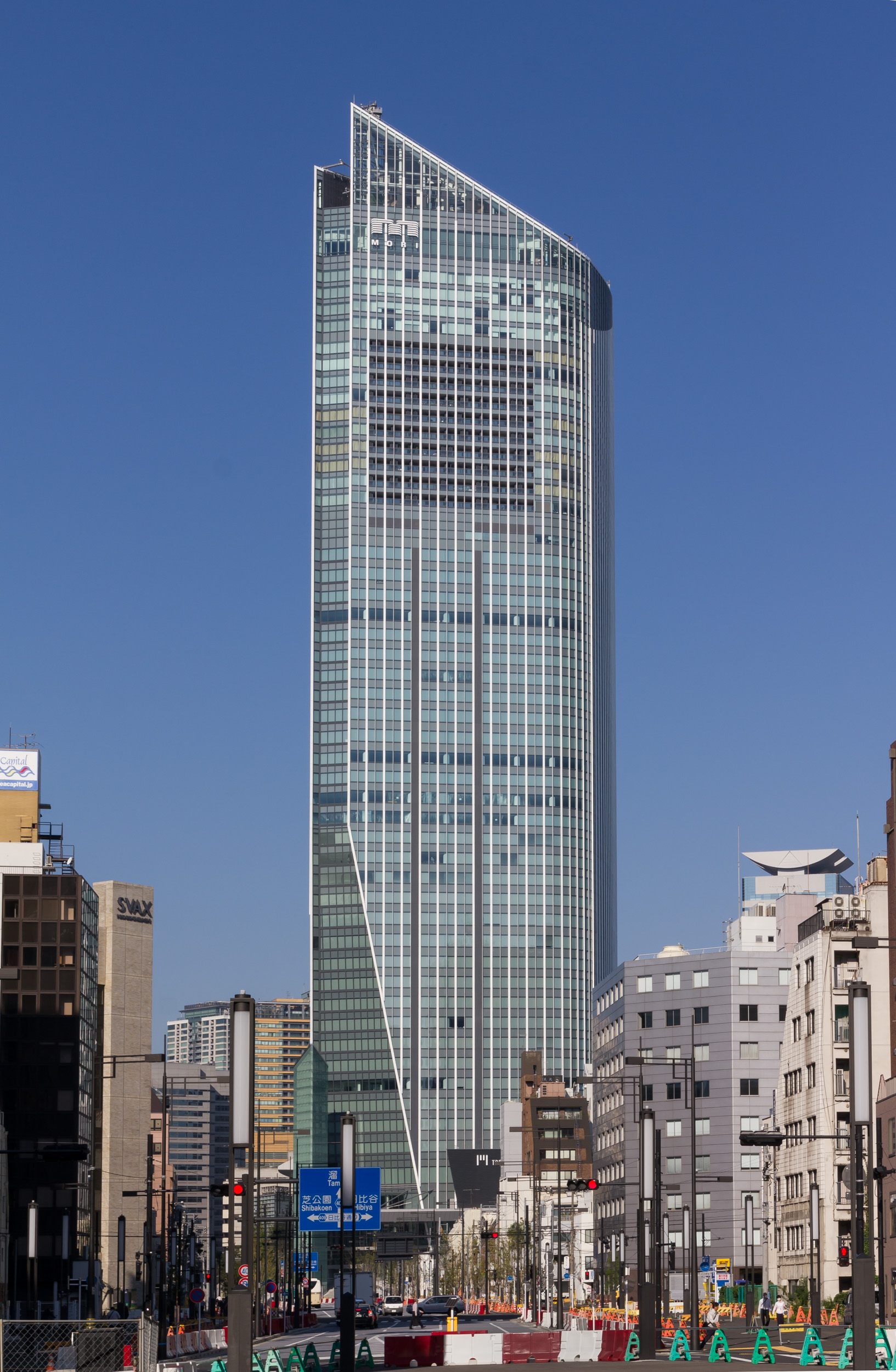
Toranomon Hills Gebäudekomplex

K.K. Asatsu-DK (japanisch 株式会社アサツー ディ・ケイ Kabushiki-gaisha Asatsū Di Kei, englisch Asatsu-DK Inc.; kurz: ADK) ist eine japanische Werbeagentur mit Hauptsitz im Toranomon Hills Gebäudekomplex in Minato, Tokio seit Juni 2014 (vorher in Tsukiji, Chūō, Tokio). Die Firma ist Japans drittgrößte Werbeagentur nach Dentsu und Hakuhōdō. Die Agentur hat 80 Büros in über 20 Ländern.

## Geschichte
Die Gesellschaft wurde im März 1956 von Masao Inagaki zusammen mit drei weiteren Gesellschaftern gegründet. Inagaki leitete das Unternehmen bis 2011. 1999 fusionierte es mit der Werbeagentur Daiichi Kikaku K.K. und benannte sich in Asatsu-DK um.
Hauptgeschäftsfeld waren zunächst Anzeigen in Magazinen, dann der Vertrieb von Werbeplätzen in Anime-Fernsehserien. In den 1970er Jahren war die Firma unter den 10 erfolgreichsten Werbeagenturen in Japan, in den 1990er Jahren auf Platz 3. In den 1980er Jahren expandierte das Unternehmen nach China, dann in die USA und nach Europa. Asatsu-DK Europe wurde 1993 in Amsterdam, Niederlande gegründet. Die Firma beteiligt sich auch an der Finanzierung und Vermarktung vieler Anime-Serien.
Das Unternehmen hält Mehrheitsbeteiligungen an den Animationsstudios Eiken, das die seit 1969 laufende Serie Sazae-san produziert, und Gonzo. Asatsu-DK tritt als Produzent einer Vielzahl an bekannten Anime-Serien auf wie Crayon Shin-Chan, Doraemon oder Sunrises Gundam-Franchise.